# Amaurobius andhracus
Amaurobius andhracus là một loài nhện trong họ Amaurobiidae.
Loài này thuộc chi Amaurobius. Amaurobius andhracus được miêu tả năm 1990 bởi Patel & C. Adinarayana Reddy.